# Pequena Taça do Mundo de 1952
A Pequena Taça do Mundo de 1952 foi a segunda edição do torneio amistoso, disputado por grandes clubes representantes europeus e sul-americanos.
Na sua primeira edição participaram Real Madrid, La Salle (campeão venezuelano), Millonarios (tricampeão Colombiano e vencedor do ano seguinte, que contava com um jovem Alfredo Stéfano Di Stéfano) e o Botafogo (vencedor do Torneio Municipal do Rio, considerado um dos mais importantes do país, à época - os campeões dos Torneios Estaduais de Rio de Janeiro e São Paulo disputaram a Copa Rio Internacional, nas mesmas datas). 
O Real Madrid participou do torneio em substituição ao seu rival Atlético de Madrid, que declinou o convite para participar.

## Fórmula de disputa
Os 4 participantes jogaram em grupo único, todos contra todos, em turno e returno. 
Seria vencedor do torneio o clube com maior pontuação.
O Real Madrid e Botafogo empataram em quase todos os quesitos. E, apesar de contemporaneamente ser utilizado o critério de gols-pro como primeiro critério de desempate, à época foi utilizado o gol average, em que se dividia o número de gols-pró pelos gols-contra. Dessa forma, o Real Madrid sagrou-se campeão por ter a melhor defesa e o Botafogo sagrou-se vice-campeão tendo o melhor ataque.
Na decisão do torneio, Real Madrid e Botafogo empataram em 0 x 0 numa partida que contou com atuação elogiada do goleiro espanhol Juan Adelarpe Alonso.

## Tabela[carecede fontes?]
| 12 de julho de 1952 | Real Madrid                            | 3 – 2 | La Salle                    | Estádio Olímpico de Caracas Público: Árbitro: Di Leo |
|                     | Molowny 49' · Pahiño 69' · Joseito 76' |       | Olivares 28' · Cabillón 35' |                                                      |

| 14 de julho de 1952 | Millonarios | 4 – 4 | Botafogo | Estádio Olímpico de Caracas Público: Árbitro: |
|                     |             |       |          |                                               |

| 15 de julho de 1952 | Millonarios | 1 – 1 | Real Madrid | Estádio Olímpico de Caracas Público: Árbitro: Di Leo |
|                     | Rossi 19'   |       | Cabrera 30' |                                                      |

| 16 de julho de 1952 | La Salle | 1 – 1 | Botafogo | Estádio Olímpico de Caracas Público: Árbitro: |
|                     |          |       |          |                                               |

| 19 de julho de 1952 | Botafogo               | 2 – 2 | Real Madrid   | Estádio Olímpico de Caracas Público: Árbitro: Benito Jakson |
|                     | Jaime 9' · Zehinho 73' |       | Pahiño 2' 77' |                                                             |

| 20 de julho de 1952 | Millonarios | 4 – 1 | La Salle | Estádio Olímpico de Caracas Público: Árbitro: |
|                     |             |       |          |                                               |

| 23 de julho de 1952 | La Salle    | 1 – 6 | Real Madrid                                        | Estádio Olímpico de Caracas Público: Árbitro: Di Leo |
|                     | Zezinho 55' |       | Pahiño 8' 15' 28' 41' · Molowny 51' · Alvarito 75' |                                                      |

| 24 de julho de 1952 | Botafogo | 3 – 0 | Millonarios | Estádio Olímpico de Caracas Público: Árbitro: |
|                     |          |       |             |                                               |

| 27 de julho de 1952 | Real Madrid | 1 – 1 | Millonarios    | Estádio Olímpico de Caracas Público: Árbitro: Ruben Sainz |
|                     | Molowny 75' |       | Di Stéfano 64' |                                                           |

| 27 de julho de 1952 | Botafogo | 6 – 2 | La Salle | Estádio Olímpico de Caracas Público: Árbitro: |
|                     |          |       |          |                                               |

| 29 de julho de 1952 | La Salle | 1 – 5 | Millonarios | Estádio Olímpico de Caracas Público: Árbitro: |
|                     |          |       |             |                                               |

| 29 de julho de 1952 | Real Madrid | 0 – 0 | Botafogo | Estádio Olímpico de Caracas Público: Árbitro: García Casaña |
|                     |             |       |          |                                                             |

| Time        | Pts | J | V | E | D | GP | GC | SG  | GA    |
| ----------- | --- | - | - | - | - | -- | -- | --- | ----- |
| Real Madrid | 8   | 6 | 2 | 4 | 0 | 13 | 7  | 6   | 1.857 |
| Botafogo    | 8   | 6 | 2 | 4 | 0 | 16 | 9  | 7   | 1.667 |
| Millonarios | 7   | 6 | 2 | 3 | 1 | 15 | 10 | 5   |       |
| La Salle    | 1   | 6 | 0 | 1 | 5 | 8  | 25 | -17 |       |

O Real Madrid ganhou pela regra do "gol average".

## Campeão
| Pequena Taça do Mundo de 1952   |
| ------------------------------- |
| REAL MADRID Campeão (1º título) |